# Guldrushen i Pike's Peak

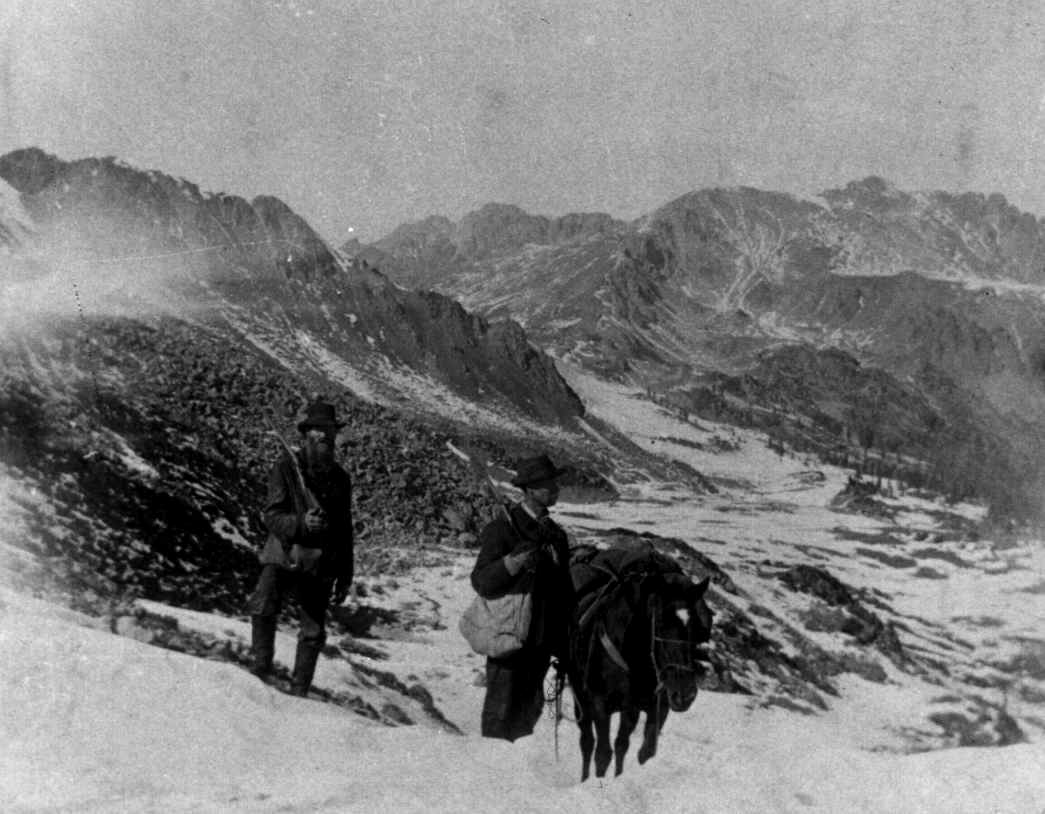
Guldvaskare i Klippiga bergen i västra Kansasterritoriet.

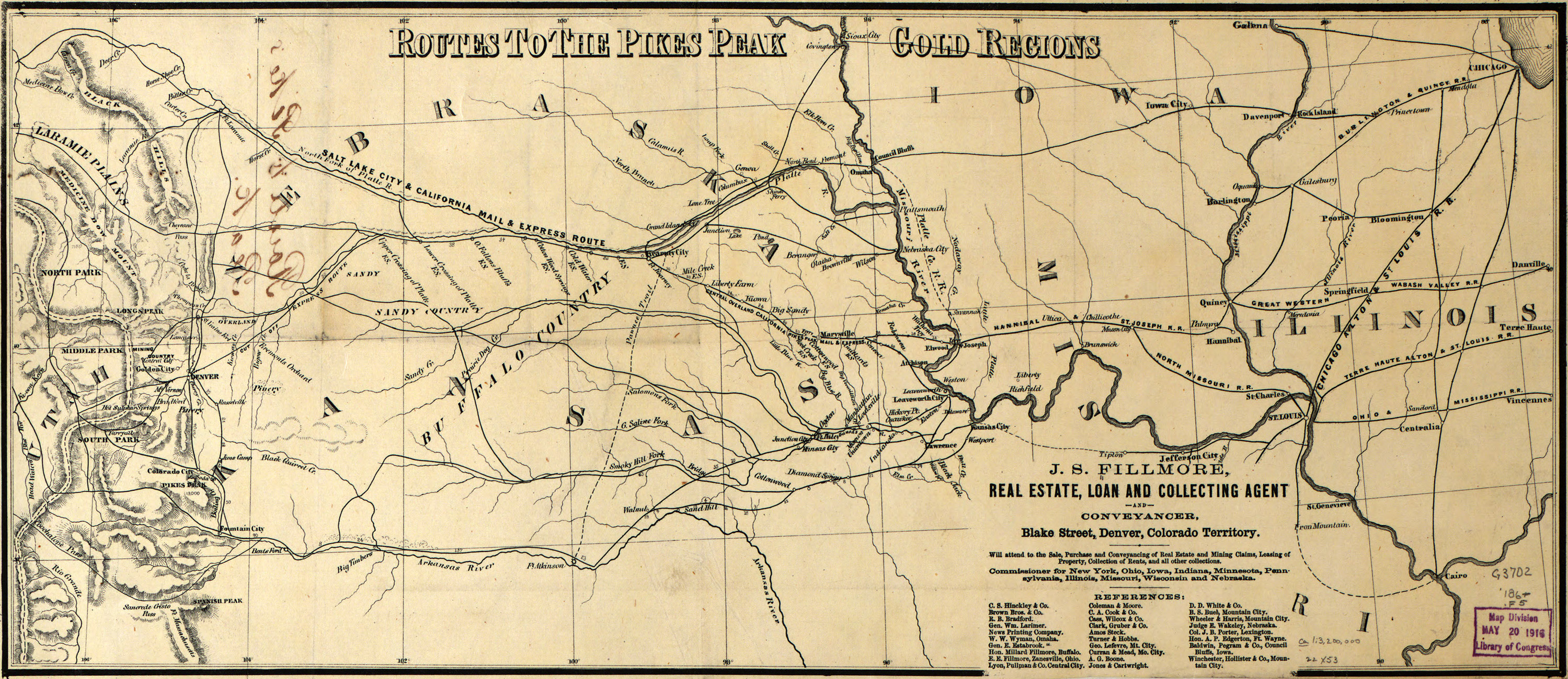
En karta som visar vägen till Pikes Peak området i Klippiga bergen, från Chicago och Saint Louis. Kartan är från slutet av 1850-talet.

Guldrushen i Pike's Peak, senare känd som Guldrushen i Colorado, är den immigration av guldletare i Klippiga bergen i västra Kansasterritoriet vid Pikes Peak mellan 1858 och 1861, då guld upptäckts i området. Effekten av att 100 000 lycksökare sökte sig dit resulterade i att det på några månader växte upp flera städer i området. De flesta blev spökstäder men några fortsatte att växa, till exempel Golden, Denver City, Boulder City, Fountain och Colorado Springs där stadsdelen Old Colorado City påminner om guldrushen.